# Scorpio Rising
Scorpio Rising ist ein avantgardistischer Kurzfilm des US-amerikanischen Regisseurs Kenneth Anger aus dem Jahr 1963.

## Inhalt
Scorpio Rising besteht aus mehreren, lose miteinander verknüpften Sequenzen, von denen jede mit einem Musikstück aus den 1950er bzw. 1960er Jahren unterlegt ist. Häufig stehen diese in einem ironischen Gegensatz zum Inhalt des Films (z. B. …she wore blue velvet zu Bildern von Rockern in Lederklamotten). Dialoge oder sonstige gesprochene Texte kommen nicht vor.
Zu Beginn des Films wird gezeigt, wie sich der jugendliche Rocker Scorpio (Bruce Byron) auf das Treffen seiner Bikergang vorbereitet, indem er an seinem Motorrad herumschraubt, es poliert und sich eine Lederuniform anzieht. In mehreren Zwischenschnitten sieht man aufziehbare Blechmotorräder und ein Skelett.
Ein weiteres Mitglied der Gang liegt rauchend im Bett und liest die Comicseite der Zeitung. An der Wand hängen zahlreiche Abbildungen von James Dean, hin und wieder ist ein Ausschnitt aus dem Film Der Wilde mit Marlon Brando, einem weiteren Idol der Halbstarken, zu sehen.
Im nächsten Abschnitt des Films wird das Treffen der Biker dargestellt. Es handelt sich hierbei um eine ausschweifende Halloweenparty, die Züge einer Orgie annimmt. Einige Besucher tragen Teufelsmasken oder sind als Skelett verkleidet, das Symbol des Totenkopfes ist allgegenwärtig. Die gesamte Szenerie ist gespenstisch und homoerotisch angehaucht.
Immer wieder sind Szenen aus dem Leben Jesu Christi zu sehen (Jesus heilt einen Blinden, Jesus zu Gast beim Zöllner Zachäus, Jesus zieht in Jerusalem ein). 
Scorpio verlässt die Party und fährt zu einer Kirche, wo er den Altar zerstört sowie Hakenkreuzfahnen und Totenschädel aufstellt.
Der folgende Teil zeigt ein Rennen der Motorradfahrer und enthält ebenfalls zahlreiche Symbole des Nationalsozialismus, wie zum Beispiel das Hakenkreuz, Springerstiefel und Stahlhelme. Auch Wehrmachtssoldaten und Adolf Hitler sind zu sehen. Der Film endet mit dem Tod eines Bikers, vermutlich der Hauptfigur Scorpio.

## Musik
Scorpio Rising enthält keine Dialoge, sondern wird nur von Musik begleitet. Folgende Songs sind in dieser Reihenfolge im Film zu hören:
- Ricky Nelson – Fools Rush In
- Little Peggy March – Wind Up Doll
- The Angels – My Boyfriend’s Back
- Bobby Vinton – Blue Velvet
- Elvis Presley – Devil in Disguise
- Ray Charles – Hit the Road Jack
- Martha & the Vandellas – Heat Wave
- The Crystals – He’s a Rebel
- Claudine Clark – Party Lights
- Kris Jensen – Torture
- Gene McDaniels – Point of No Return
- Little Peggy March – I Will Follow Him
- Surfaris – Wipeout

In einer alternativen Version des Films ist außerdem das Stück Leader of the Pack von The Shangri-Las enthalten.

## Stil und Einfluss
Scorpio Rising ist voll von Symbolen und Utensilien des Nationalsozialismus, des Okkultismus, des Christentums, des Masochismus, der Homosexuellenszene und der Popkultur. Er zeigt das düstere Leben einer Motorradgang zwischen Sadismus, Drogenkonsum, Gewalt und Zerstörung.
Die Machart des Films mit seinen schnellen Schnitten, unkonventionellen Bildern und deren Verbindung mit Musik hatte einen großen Einfluss auf die Entstehung und Entwicklung des Musikvideos und der Fernsehwerbung, aber auch des postmodernen Films.
Zu den Regisseuren, die Kenneth Angers Werk maßgeblich beeinflusste, zählen Martin Scorsese, Roger Corman, George Lucas, David Lynch (mit Einschränkungen, siehe Kommentare und Kritiken) und Rainer Werner Fassbinder. Insbesondere in Bezug auf die Verwendung von Popmusik im Film hatte Scorpio Rising eine Vorreiterrolle, die später von Scorsese in Hexenkessel, Lucas in American Graffiti oder auch Dennis Hopper in Easy Rider aufgegriffen wurde.

## Kommentare und Kritiken
„Als ich zum ersten Mal diese freie Assoziation von Musik und Bildern und graphischen Zeichen sah, diese Nebeneinanderstellung banaler und skandalöser Bilder, und diese Art und Weise, eine Story durch Popmusik zu erzählen – was etwas ganz anderes ist als die Story, die die Musik erzählt – und dabei eine Verbindung herstellte zwischen der Popkultur und der verbotenen Kultur: das war ein Fenster auf eine Welt, die ich nicht kannte - nicht nur die homoerotische Biker-Welt, sondern eine ganz neue Art und Weise, Dinge zu erfassen.
Scorpio ist sicher seminal. Seine Einflußkraft mag sich vielleicht erschöpft haben, jetzt da es MTV gibt, aber ich weiß, er hat Scorsese mächtig beeinflusst – Mean Streets ist stark beeinflusst davon. Bob Rafelsons Film über Bodybuilder, Stay Hungry, hat Einstellungen, die sind direkt aus Scorpio Rising. – Und ich war nach der Lektüre des Scripts für Blue Velvet erstaunt, als David Lynch mir erzählte, er kenne Scorpio Rising nicht. Die meisten Filmer kennen ihn.“

## Auszeichnungen
- Scorpio Rising wurde 2022 in das National Film Registry aufgenommen.